# Hasel (Baden)
Hasel (Baden) (în latină Hasalaho) este o comună din landul Baden-Württemberg, Germania. 

## Istorie
Hasel a fost una dintre proprietățile Abației Sfântului Gall, până la invazia lui Napoleon și creerea Confederației Rinului, când acesta a devenit parte a Electoratului de Baden.